# Shenandoah
Shenandoah (anglicky Shenandoah River) je řeka, přibližně 241 km dlouhá, protéká státy Virginie a Západní Virginie.

## Průběh toku
Jako hlavní přítok Potomacu, odvádí vodu z bočních údolí Appalačského pohoří západně od Blue Ridge Mountains. Podloží je tvořeno vápencem. Krasová oblast je oblíbeným turistickým cílem.

## Kultura
Řeka je známa také prostřednictvím americké lidové písně „Oh, Shenandoah, I long to hear you ...“ (její nejznámější český interpret: skupina Rangers - Plavci). V písni Johna Denvera Take Me Home, Country Roads je rovněž zmíněna (v české verzi Pavla Bobka Veď mě dál, cesto má však nikoliv). Dále je zmíněna v písni Shenandoah od interpretky Radůza (album Muž s bílým psem).